# Aleochara alajuela
Aleochara (Xenochara) alajuela – gatunek chrząszcza z rodziny kusakowatych i podrodziny Aleocharinae.
Gatunek ten został opisany w 1992 roku przez Jana Klimaszewskiego i Jamesa Ashe, którzy jako lokalizację typową wskazali Alajuela Peñas Blancas.
Ciało długości od 4 do 6 mm, zewnętrznie bardzo podobne do A. monteverde i A. costarica, od których odróżnienie jest możliwe wyłącznie dzięki narządom rozrodczym. Środkowy płat edeagusa samca ma część wierzchołkową wąsko wydłużoną, a brzusznie nieco haczykowatą. Kapsuła spermateki samicy jest szeroko-owalna, a za nią znajduje się kilka zwojów.
Gatunek górskich i podgórskich wilgotnych lasów równikowych oraz lasów mglistych.
Chrząszcz neotropikalny, znany wyłącznie z Kostaryki.